# Alpaida caxias
Alpaida caxias là một loài nhện trong họ Araneidae.
Loài này thuộc chi Alpaida. Alpaida caxias được Herbert Walter Levi miêu tả năm 1988.